# Volkswagen Touareg
El Volkswagen Touareg (pronunciación en alemán: /ˈtuːaʁɛk/) es un automóvil todocamino de lujo del segmento E producido por el fabricante alemán Volkswagen desde el año 2002 en la Planta de Volkswagen en Bratislava. Es un cinco plazas con carrocería de cinco puertas, motor delantero longitudinal y chasis monocasco, que se ofrece únicamente con tracción a las cuatro ruedas. El vehículo se nombró en honor a la tribu nómada tuareg, habitantes del interior del Sahara en el Norte de África, por su notoria fuerza y adaptabilidad, características que Volkswagen decidió imprimir en su Touareg.

## Primera generación (2002-2010)
El VW Touareg (Typ 7L) es un vehículo utilitario deportivo del segmento E de Volkswagen que llegó al mercado en otoño de 2002.
La plataforma del Touareg se desarrolló en conjunto con Porsche y forma así también la base para el contemporáneo Porsche Cayenne así como también para el Audi Q7 presentado en otoño de 2005.
El Touareg se fabricó en la fábrica de Bratislava de Volkswagen Slovakia. Otra producción se llevó a cabo en Kaluga con el Grupo Volkswagen Rus y en Bosnia-Herzegovina con Volkswagen Sarajevo.
En otoño de 2006 el Touareg experimentó un rediseño, del cual lo que más llamó la atención visualmente fue sobre todo la parrilla típica de la marca. Tecnológicamente se añadió algo de equipamiento y hubo mejoras o sustitución de más de 2000 piezas.

### Historia del modelo
En octubre de 2002 se incorporó el Touareg como V6 con 162 kW (220 cv) y como V10 TDI con 230 kW (313 cv). Pocas semanas después llegaron dos variantes de motorización más: un R5 diésel con 128 kW (174 cv) y un V8 de Gasolina con 228 kW (310 cv).
En noviembre de 2004 se mejoró la potencia del V6 hasta 177 kW (241 cv) y llegó un V6 TDI con 165 kW (224 cv). En agosto VW presentó el modelo tope W12 con 331 kW (450 cv). En octubre de 2005 el V6 obtuvo un nuevo motor 3,6 litros con FSI con 206 kW (280 cv). El V8 con 228 kW fue sustituido en junio de 2006 por el V8 FSI con 257 kW (350 cv).

#### Rediseño
En víspera del rediseño del modelo en noviembre de 2006 se cambiaron la parte frontal y el maletero. Además todos los modelos obtuvieron nuevos asientos y un par de extras adicionales.
|                                        |
| Parte frontal del rediseño (2006-2010) |

|                                        |
| Parte trasera del rediseño (2006-2010) |

|                         |
| Interior del VW Touareg |

En verano de 2007 se presentó como la variante diésel más potente el R50 con 258 kW (350 cv). El V6 TDI también se retrabajó en noviembre de 2007 y entregó entonces 176 kW (240 cv).
|                            |
| VW Touareg R50 (2007–2009) |

|               |
| Vista trasera |

En noviembre de 2009 se redujo la oferta de modelos a un V6 de gasolina y un V6 diésel en tres variantes de equipamiento. El 10 de febrero de 2010 se presentó la segunda generación del VW Touareg.

### Equipo
Disponible como equipamiento opcional están cosas relacionadas con la seguridad y el confort. Aquí un resumen:

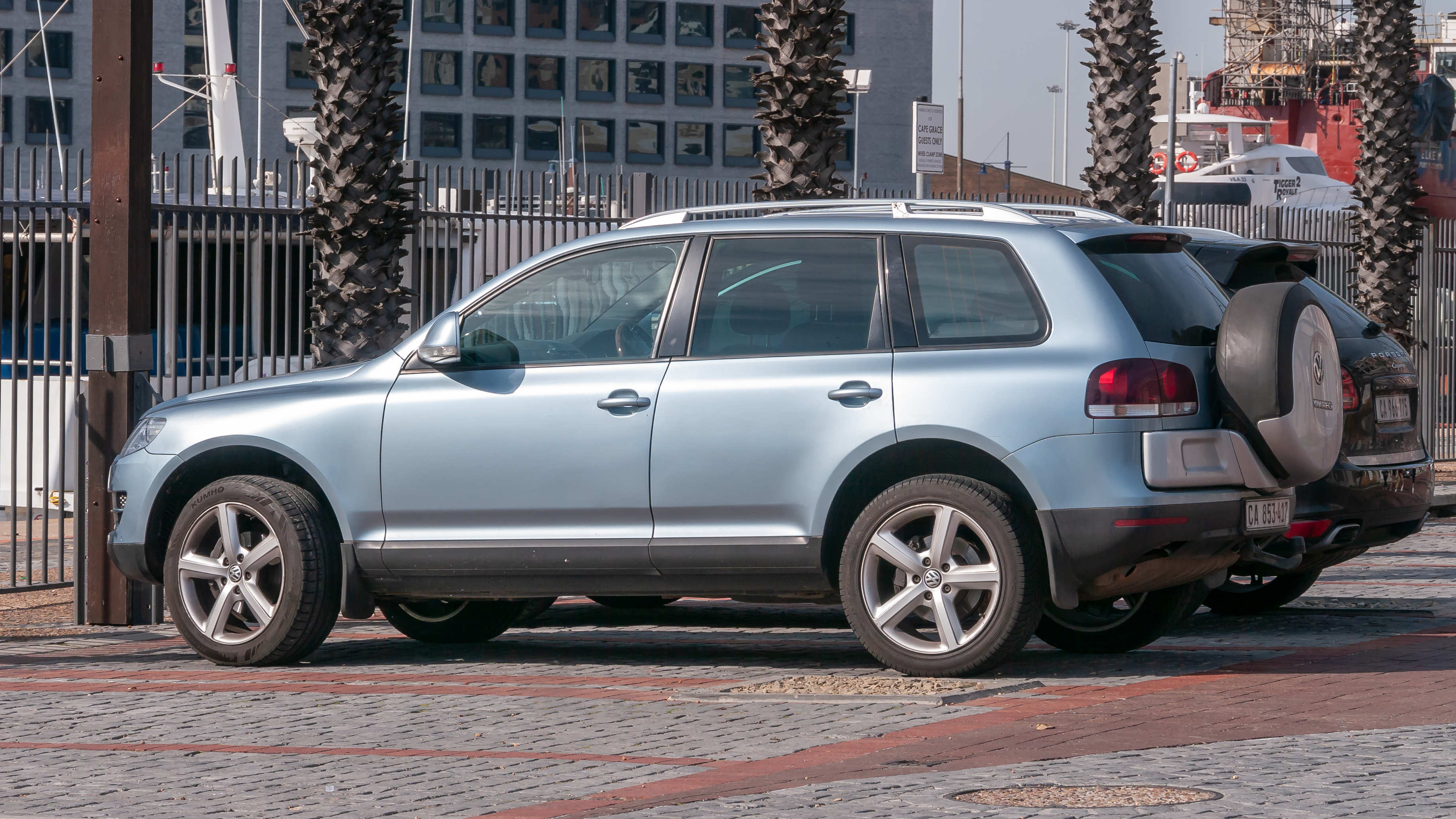
En algunos mercados también estuvo en opción portón en apertura horizontal y rueda de repuesto en el exterior también con apertura en horizontal

- Control de crucero adaptable ACC con monitoreo ambiental Front Assist (nuevo desde el rediseño)
- Sensor de punto ciego Side Assist (nuevo desde el rediseño)
- Cámara de visión trasera Rear Assist
- ABS plus (ABS con regulación de ABS complementario para superficies resbalosas; de serie para todos los modelos)
- Puerta de maletero eléctrica con apertura de ventana trasera manual (de serie), opcionalmente con cerradura o control remoto.
- Acceso sin llave (también para arrancar el motor)
- Faros bi-xenón para luces de cruce y largas, con luces de giro y de curva (no disponibles para los vehículos con faros halógenos)
- Sistema de navegación con unidad de disco duro de 30 Gb con representación 3D así como unidad de disco DVD para la reproducción de videos, CD de audio.
- Suspensión neumática en opción con regulación de nivel, confort de suspensión seleccionable (deportivo, automática o comfort), distancia del suelo variable (160-300 mm) en opción y regulación adaptable, o amortiguadores helicoidales con muelles endurecidos.

### Motorizaciones
Los motores gasolina del Touareg son un V6 a 15º (VR6) de 3.2 litros con inyección indirecta y 220 o 240 CV (diferente a los 3.2 V6 a 90° empleados por los modelos de Audi con motores longitudinales), sustituido por la nueva generación de VR6 a 10,5º y 3.6 litros con inyección directa y 280 CV; y un V12 de 6.0 litros con inyección indirecta y 450 CV. Todos tienen cuatro válvulas por cilindro. Se ofrece con cajas de cambios manuales y automáticas de seis relaciones, todas ellas con reductora.
Los Diésel son un cinco cilindros en línea de 2.5 litros y 174 CV, un V6 de 3.0 litros y 240 CV, y un V10 de 5.0 litros de 313 o 350 CV en la versión R50. Los tres cuentan con turbocompresor de geometría variable, inyección directa e intercooler. El 2.5 litros y el 5.0 litros tienen dos válvulas por cilindro y alimentación por inyector-bomba, mientras que el 3.0 litros tiene cuatro válvulas por cilindro e inyección por common-rail.
| Periodo                        | 2002-2004                                         | 2004-2006                                         | 2005-2010                  | 2002-2006                 | 2006-2009                 | 2004-2009                 |                 |                 |
| Identificación del motor       | -                                                 | AYT/BKL/BRK                                       | BLV                        | BGH/BGJ                   | BAR                       | BRN/BTT                   |                 |                 |
| Tipo de motor                  | VR6 24v                                           | VR6 24v                                           | VR6 24v, inyección directa | V8 32v                    | V8 32v, inyección directa | W12 48v                   |                 |                 |
| Diámetro x carrera             | 84.0 mm x 95.9 mm                                 | 84.0 mm x 95.9 mm                                 | 89.0 mm x 96.4 mm          | 84.5 mm x 93.0 mm         | 84.5 mm x 93.0 mm         | 84.0 mm x 90.2 mm         |                 |                 |
| Cilindrada                     | 3189 cm³                                          | 3189 cm³                                          | 3597 cm³                   | 4163 cm³                  | 4163 cm³                  | 5998 cm³                  |                 |                 |
| Relación de compresión         | 11.3: 1                                           | 10.8: 1                                           | 12.0: 1                    | 11.0: 1                   | 12.5: 1                   | 10.7: 1                   |                 |                 |
| Potencia máxima: CV (kW) @ rpm | 220 CV (162 kW) @ 6400                            | 241 CV (177 kW) @ 6200                            | 280 CV (206 kW) @ 6200     | 310 CV (228 kW) @ 6200    | 350 CV (257 kW) @ 6800    | 450 CV (331 kW) @ 6000    |                 |                 |
| Par máximo: Nm @ rpm           | 305 Nm @ 3200                                     | 310 Nm @ 3200                                     | 360 Nm @ 2500-5000         | 410 Nm @ 3000-4000        | 440 Nm @ 3500             | 600 Nm @ 3250             |                 |                 |
| Tracción                       | Total (4Motion)                                   | Total (4Motion)                                   | Total (4Motion)            | Total (4Motion)           | Total (4Motion)           | Total (4Motion)           | Total (4Motion) | Total (4Motion) |
| Transmisión                    | Manual, 6 velocidades / Automática, 6 velocidades | Manual, 6 velocidades / Automática, 6 velocidades | Automática, 6 velocidades  | Automática, 6 velocidades | Automática, 6 velocidades | Automática, 6 velocidades |                 |                 |
| Peso                           | 2174 kg                                           | 2174 kg                                           | 2189 kg                    | 2392 kg                   | 2332 kg                   | 2405 kg                   |                 |                 |
| Aceleración (0-100 km/h)       | 9.9 s                                             | 9.8 s                                             | 8.6 s                      | 8.1 s                     | 7.5 s                     | 5.9 s                     |                 |                 |
| Velocidad máxima               | 201 km/h                                          | 206 km/h                                          | 218 km/h                   | 218-225 km/h              | 234 km/h                  | 250 km/h                  |                 |                 |
| Consumo combinado (L/100 km/h) | 13.5                                              | 13.5                                              | 12.4                       | 14.8                      | 13.8                      | 15.7                      |                 |                 |

| Periodo                        | 2003-2009                                                     | 2003-2009                                                     | 2004-2009                                                  | 2004-2007                                                  | 2007-2010                                                  | 2002-2009                                                      | 2007-2009                                                      |
| Identificación del motor       | -                                                             | -                                                             | BKS                                                        | BKS                                                        | CASA                                                       | BLE                                                            | CBWA                                                           |
| Tipo de motor                  | L5 10v, inyección directa, inyector-bomba, turbo, intercooler | L5 10v, inyección directa, inyector-bomba, turbo, intercooler | V6 24v, inyección directa, common-rail, turbo, intercooler | V6 24v, inyección directa, common-rail, turbo, intercooler | V6 24v, inyección directa, common-rail, turbo, intercooler | V10 20v, inyección directa, inyector-bomba, turbo, intercooler | V10 20v, inyección directa, inyector-bomba, turbo, intercooler |
| Diámetro x carrera             | 81.0 mm x 95.5 mm                                             | 81.0 mm x 95.5 mm                                             | 83.0 mm x 91.4 mm                                          | 83.0 mm x 91.4 mm                                          | 83.0 mm x 91.4 mm                                          | 81.0 mm x 95.5 mm                                              | 81.0 mm x 95.5 mm                                              |
| Cilindrada                     | 2461 cm³                                                      | 2461 cm³                                                      | 2967 cm³                                                   | 2967 cm³                                                   | 2967 cm³                                                   | 4921 cm³                                                       | 4921 cm³                                                       |
| Relación de compresión         | 18.5: 1                                                       | 18.5: 1                                                       | 17.0: 1                                                    | 17.0: 1                                                    | 16.8: 1                                                    | 18.5: 1                                                        | 18.5: 1                                                        |
| Potencia máxima: CV (kW) @ rpm | 163 CV (120 kW) @ 3500                                        | 174 CV (128 kW) @ 3500                                        | 225 CV (165 kW) @ 3500                                     | 225 CV (165 kW) @ 4000                                     | 240 CV (176 kW) @ 4000                                     | 313 CV (230 kW) @ 3750                                         | 350 CV (258 kW) @ 3500                                         |
| Par máximo: Nm @ rpm           | 400 Nm @ 2000-2300                                            | 400 Nm @ 2000-2300                                            | 550 Nm @ 2000-2250                                         | 500 Nm @ 1750-2750                                         | 500 Nm @ 1500-3000                                         | 750 Nm @ 2000                                                  | 850 Nm @ 2000                                                  |
| Tracción                       | Total (4Motion)                                               | Total (4Motion)                                               | Total (4Motion)                                            | Total (4Motion)                                            | Total (4Motion)                                            | Total (4Motion)                                                | Total (4Motion)                                                |
| Transmisión                    | Manual, 6 velocidades / Automática, 6 velocidades             | Manual, 6 velocidades / Automática, 6 velocidades             | Automática, 6 velocidades                                  | Manual, 6 velocidades / Automática, 6 velocidades          | Manual, 6 velocidades / Automática, 6 velocidades          | Automática, 6 velocidades                                      | Automática, 6 velocidades                                      |
| Peso                           | 2247 kg                                                       | 2247 kg                                                       | 2301 kg                                                    | 2301 kg                                                    | 2301 kg                                                    | 2602 kg                                                        | 2602 kg                                                        |
| Aceleración 0–100 km/h         | 12.7 s                                                        | 12.4 s                                                        | 8.5 s                                                      | 9.6 s                                                      | 8.0 s                                                      | 7.8 s                                                          | 6.7 s                                                          |
| Velocidad máxima               | 180 km/h                                                      | 184 km/h                                                      | 202 km/h                                                   | 203 km/h                                                   | 207 km/h                                                   | 225-231 km/h                                                   | 235 km/h                                                       |
| Consumo combinado (L/100 km/h) | 10.3                                                          | 9.8                                                           | 8.3                                                        | 10.6                                                       | 9.3                                                        | 11.9-12.8                                                      | 11.9                                                           |

## Segunda generación (2010-2018)
El VW Touareg (Typ 7P) es la segunda generación del vehículo utilitario deportivo Touareg de Volkswagen y se presentó oficialmente por primera vez el 10 de febrero de 2010. La introducción al mercado comenzó en abril de 2010. Comparte la plataforma con la segunda generación del Porsche Cayenne, que llegó al mercado en mayo de 2010.

### Carrocería
El Touareg es comparado con su antecesor cerca de cuatro centímetros más grande tanto en lo largo como en batalla . Así mismo se optimizó aerodinámicamente la carrocería, pues la altura se redujo unos dos centímetros. El vehículo es cerca de 200 kg más ligero que su antecesor. Una construcción ligera que aprovecha aceros de alta resistencia con mínimas secciones transversales, el empleo de materiales más ligeros y la desaparición de la pesada caja de distribución con reducción y bloqueo en la versión base permiten esto. La rigidez de la carrocería aumenta en cinco por ciento. El auto cuenta con una motorización que permite una capacidad de ascenso de 31 hasta 45°.

### Rediseño
En octubre de 2014 llegó el Touareg con modificaciones al mercado.
Su parte delantera se adaptó al diseño contemporáneo de la familia y tomó así relación estética con el recién lanzado Volkswagen Passat B8. Además de eso en este rediseño se incluyen los faros xenón de serie. En el interior se encuentran solo ligeros cambios. En el curso del rediseño se adaptó el modelo con los motores TDI V6 de la normativa Euro 6, que modificaban el sistema Start-Stop y llevaban una caja de cambios automática de 8 marchas con una "función de vela" (libre giro).
|                        |
| VW Touareg (2014–2018) |

|               |
| Vista trasera |

### Equipamiento
A las características de equipo pertenecen entre otros un sistema de sonido CD con pantalla táctil, sistema de computadora a bordo con pantalla de información, autocrucero, volante de piel multifunción, rines de metal ligero de 17 pulgadas y un climatizador bi-zona. Además hay un nuevo sistema de asistencia evolucionado como por ejemplo el Lane Assist opcional, que es un sistema de advertencia de abandono de carril que advierte al conductor cuando un abandona el carril sin luz direccional. Otros sistemas son el regulador de distancia ACC controlado por radar y el llamado Area View, que representa con ayuda de cámaras en la parrilla, los espejos exteriores y el maletero; el entorno general del vehículo en la pantalla de información. Adicionalmente como equipo opcional hay un maletero controlable eléctricamente que se puede equipar con Easy Open para poder ser abierto con el pie, y un techo corredizo panorámico.

#### Innovación
Volkswagen desarrolló en esta Touareg un asistente de faros adaptable y una novedad a nivel mundial (Dynamic Light Assist, los llamados "faros anti-deslumbrantes" o de "separación vertical brillante-oscura".), que está en la posición de ocultarse para los vehículos delanteros o que vienen en dirección contraria, aunque  con los faros ilumine al mismo tiempo y de manera constante su entorno inmediato.

#### Espacio interior
Además de más espacio para la cabeza se incrementó el espacio para las rodillas de 68 a 104 milímetros. Los asientos traseros se pueden mover 160 milímetros en dirección longitudinal. El espacio del maletero tiene un volumen de 580 hasta 1642 litros.

### Motorizaciones
En un principio, los tres motores son un gasolina V6 de 3.6 litros y 280 CV, un Diésel V6 de 3.0 litros y 240 CV, y un Diésel V8 de 4.2 litros y 340 CV. Después se añade una variante híbrida equipada con un motor gasolina V6 de 3.0 litros equipado con compresor volumétrico y un motor eléctrico que en conjunto desarrollan 380 CV. La única caja de cambios es automática de ocho marchas, y hay versiones con y sin reductora y diferenciales bloqueables.
| Periodo                        | 2010-2015                  | 2010-2015                  | 2010-2015                 | 2010-2015                                         |                           |                           |                           |                           |
| Tipo de motor                  | VR6 24v, inyección directa | VR6 24v, inyección directa | V8 32v, inyección directa | V6 24v, inyección directa, turbo, sistema híbrido |                           |                           |                           |                           |
| Diámetro x carrera             | 89.0 mm x 96.4 mm          | 89.0 mm x 96.4 mm          | 84.5 mm x 93.0 mm         | 84.5 mm x 89.0 mm                                 |                           |                           |                           |                           |
| Cilindrada                     | 3597 cm³                   | 3597 cm³                   | 4163 cm³                  | 2995 cm³                                          |                           |                           |                           |                           |
| Relación de compresión         | 10.5: 1                    | 10.5: 1                    | 11.0: 1                   | 10.5: 1                                           |                           |                           |                           |                           |
| Potencia máxima: CV (kW) @ rpm | 250 CV (183 kW) @ 5500     | 280 CV (206 kW) @ 6200     | 360 CV (265 kW) @ 6800    | 333 CV (245 kW) @ 5500-6500                       |                           |                           |                           |                           |
| Par máximo: Nm @ rpm           | 360 Nm @ 3500              | 360 Nm @ 3200              | 445 Nm @ 3500             | 440 Nm @ 3000-5250                                |                           |                           |                           |                           |
| Tracción                       | Delantera                  | Total (4Motion)            | Total (4Motion)           | Total (4Motion)                                   |                           |                           |                           |                           |
| Transmisión                    | Automática, 8 velocidades  | Automática, 8 velocidades  | Automática, 8 velocidades | Automática, 8 velocidades                         | Automática, 8 velocidades | Automática, 8 velocidades | Automática, 8 velocidades | Automática, 8 velocidades |
| Peso                           | 2097 kg                    | 2103 kg                    | 2150 kg                   | 2315 kg                                           |                           |                           |                           |                           |
| Aceleración (0-100 km/h)       | 8.4 s                      | 7.8 s                      | 6.5 s                     | 6.5 s                                             |                           |                           |                           |                           |
| Velocidad máxima               | 220 km/h                   | 228 km/h                   | 245 km/h                  | 240 km/h                                          |                           |                           |                           |                           |
| Consumo combinado (L/100 km/h) | 10.9                       | 9.9                        | -                         | 8.2                                               |                           |                           |                           |                           |

| Periodo                        | 2010-2014                                                  | 2014-presente                                              | 2010-2011                                                  | 2011-2014                                                  | 2014-presente                                              | 2010-2015                                                  |                           |
| Tipo de motor                  | V6 24v, inyección directa, common-rail, turbo, intercooler | V6 24v, inyección directa, common-rail, turbo, intercooler | V6 24v, inyección directa, common-rail, turbo, intercooler | V6 24v, inyección directa, common-rail, turbo, intercooler | V6 24v, inyección directa, common-rail, turbo, intercooler | V8 32v, inyección directa, common-rail, turbo, intercooler |                           |
| Diámetro x carrera             | 83.0 mm x 91.4 mm                                          | 83.0 mm x 91.4 mm                                          | 83.0 mm x 91.4 mm                                          | 83.0 mm x 91.4 mm                                          | 83.0 mm x 91.4 mm                                          | 83.0 mm x 95.5 mm                                          |                           |
| Cilindrada                     | 2967 cm³                                                   | 2967 cm³                                                   | 2967 cm³                                                   | 2967 cm³                                                   | 2967 cm³                                                   | 4134 cm³                                                   |                           |
| Relación de compresión         | 16.8: 1                                                    | 16.8: 1                                                    | 16.8: 1                                                    | 16.8: 1                                                    | 16.8: 1                                                    | 16.4: 1                                                    |                           |
| Potencia máxima: CV (kW) @ rpm | 204 CV (150 kW) @ 3750-4750                                | 204 CV (150 kW) @ 3200-4400                                | 240 CV (176 kW) @ 4000-4400                                | 245 CV (180 kW) @ 3800-4400                                | 262 CV (193 kW) @ 3800-4400                                | 340 CV (250 kW) @ 4000                                     |                           |
| Par máximo: Nm @ rpm           | 450 Nm @ 1400-3500                                         | 450 Nm @ 1250-3200                                         | 550 Nm @ 2000-2250                                         | 550 Nm @ 1750-2750                                         | 580 Nm @ 1250-3200                                         | 800 Nm @ 1750-2750                                         |                           |
| Tracción                       | Total (4Motion)                                            | Total (4Motion)                                            | Total (4Motion)                                            | Total (4Motion)                                            | Total (4Motion)                                            | Total (4Motion)                                            | Total (4Motion)           |
| Transmisión                    | Automática, 8 velocidades                                  | Automática, 8 velocidades                                  | Automática, 8 velocidades                                  | Automática, 8 velocidades                                  | Automática, 8 velocidades                                  | Automática, 8 velocidades                                  | Automática, 8 velocidades |
| Peso                           | 2179 kg                                                    | 2189 kg                                                    | 2174 kg                                                    | 2153 kg                                                    | 2251 kg                                                    | 2297 kg                                                    |                           |
| Aceleración 0–100 km/h         | 8.5 s                                                      | 7.8 s                                                      | 7.6 s                                                      | 8.7 s                                                      | 7.3 s                                                      | 5.8 s                                                      |                           |
| Velocidad máxima               | 206 km/h                                                   | 206 km/h                                                   | 218 km/h                                                   | 220 km/h                                                   | 225 km/h                                                   | 242 km/h                                                   |                           |
| Consumo combinado (L/100 km/h) | 7.4                                                        | 6.6                                                        | 7.4                                                        | 7.2                                                        | 6.6                                                        | 9.1                                                        |                           |

## Tercera generación (2018-presente)
La tercera generación del Touareg (Typ CR) usa la plataforma MLB del Grupo Volkswagen como sus hermanos corporativos, el Porsche Cayenne, el Audi Q7 y las primeras generaciones del Lamborghini Urus y el Bentley Bentayga. Se presentó abiertamente el 23 de marzo de 2018 en Beijing. La tercera generación del Touareg pone énfasis en la eficiencia de combustible y es significativamente más ligero que sus dos primeras generaciones. VW descontinuó las ventas del Touareg en América del Norte a partir del modelo 2017 en adelante, basándose en las ventas y en la disponibilidad del modelo más grande y menos caro Atlas (Teramont en México) diseñado específicamente para el mercado norteamericano.

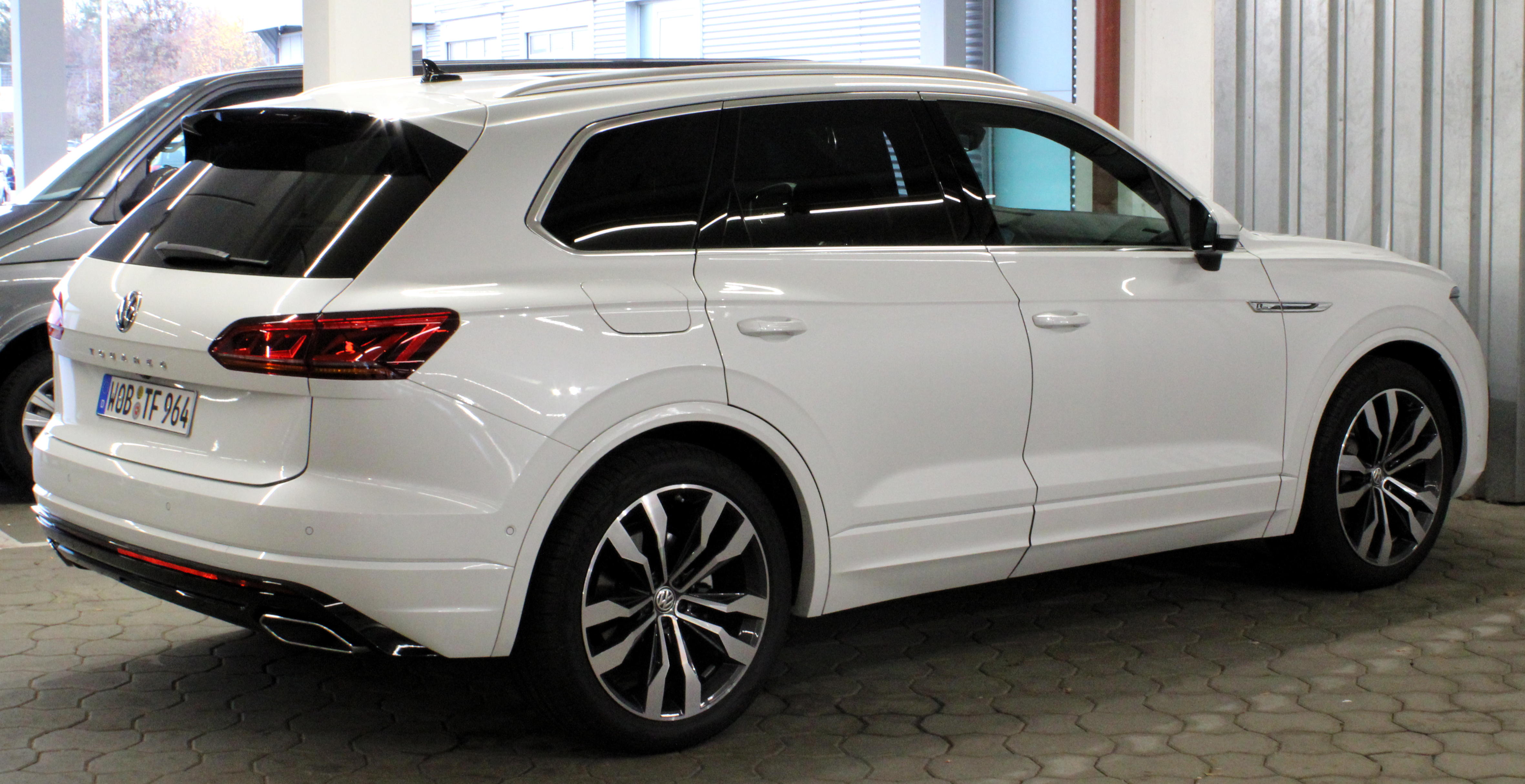
Vista trasera

Gracias al cambio de plataforma este crece 8 centímetros de largo y aunque presenta la misma distancia entre ejes (batalla) que la generación pasada, esta generación crece en todas las dimensiones en el habitáculo y el maletero tiene una capacidad de 810 litros. En el apartado de la tecnología se incluye una pantalla grande para el sistema multimedia de 15 pulgadas. En la consola central se encuentra una perilla que permite seleccionar los modos de conducción y otro individual para la suspensión neumática opcional. Cuenta además con sistema eléctrico de 48 voltios para funciones auxiliares como las ruedas traseras directrices, las estabilizadoras activas controladas electrónicamente única y exclusivamente; y no para hibridar la mecánica, como sí sucede en sus hermanos de Audi. Todos los Touareg vienen de serie con el cambio automático de convertidor de par, así como la tracción integral 4Motion.

### Equipamiento
Esta generación también incluye la posibilidad de elegir entre 30 colores diferentes para la iluminación de la cabina y presenta un techo panorámico de 127 × 82 cm, el más grande jamás incorporado el algún modelo de Volkswagen. También se incluye una cámara visión de 360°, head-up display y otros elementos hasta ahora no incorporados a otros autos de Volkswagen. Así también estrena para la marca un sistema de visión nocturna para detectar personas y animales, el asistente de conducción autónoma para velocidades inferiores a 60 km/h y el sistema Front Cross Traffic Assist que reacciona al tráfico cruzado frente al vehículo.

### Mecánica
El Touareg CR incluye una nueva suspensión neumática y un sistema de estabilización de inclinación que utiliza barras antivuelco controladas electromecánicamente para mitigar las transferencias de peso y propiciar una conducción más segura. Suma un avanzado sistema de tracción integral 4Motion con diez modos de manejo, cinco para manejo todoterreno y el resto para ir sobre el asfalto.

### Touareg R
Debido a las emisiones del Touareg V8 TDI, Volkswagen decidió lanzar al mercado esta variante deportiva que pertenece a su gama de modelos de alta deportividad R. El Touareg R está movido por una mecánica híbrida enchufable formada por dos motores, un V6 TSI de 340 caballos de potencia y otro eléctrico de 136 caballos, produciendo así 462 cv. El conjunto es capaz de alcanzar los 250 km/h y acelerar de o a 100 km/h en tan solo 5,1 segundos, aunque en modo eléctrico ya puede llegar a 140 km/h. En materia de equipamiento el Touareg R viene de serie con asientos en cuero "Vienna", pantalla de 15", cuadro de relojes digital, asientos delanteros con regulación eléctrica, función de memoria, 8 modos de masaje, calefactados, ventilados...etc, podiéndose tapizar opcionalmente en cuero "Puglia". También los asientos traseros exteriores están calefactados, aunque se deben ajustar manualmente. En cuanto al maletero el Touareg R regustra 610 litros. En materia de asistentes es el primer coche de Volkswagen que cuenta con conducción autónoma de nivel 2 hasta 250 km/h, contando también con un asistente de remolque (el Touareg R puede remolcar hasta 3500 kg) y aparcamiento remoto.

### Seguridad
Euro NCAP probó la tercera generación del VW Touareg y comentaron:

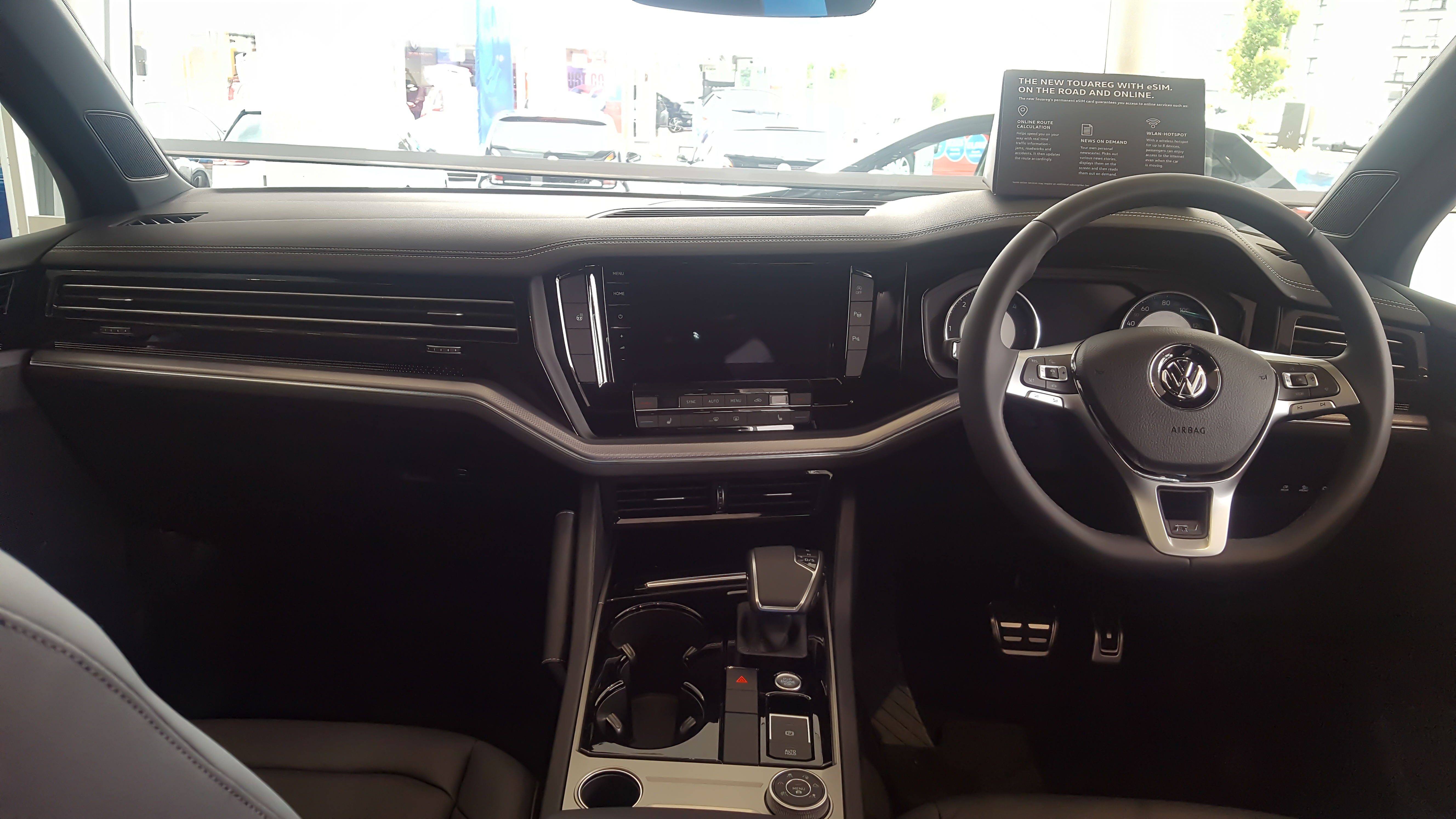
Interior

"El compartimento del pasajero en el Touareg permaneció estable en la prueba del golpe frontal. Las lecturas en los maniquís mostraron buena protección de las rodillas y los fémures tanto del conductor como del pasajero. VW mostró que un nivel de protección similar sería entregado a los ocupantes de diferentes tamaños y a aquellos que se sienten en posiciones diferentes. La protección del pecho del maniquí conductor fue calificada como marginal, basándose en las lecturas del maniquí y en la compresión durante la prueba. La compresión del pecho para los maniquís conductor y pasajero también llevaron a una calificación marginal para la protección de esta área corporal en la prueba de barrera rígida de ancho completo, todas las otras áreas están bien o adecuadamente protegidas. En la prueba de barrera lateral, el Touareg obtuvo la puntuación máxima con buena protección para todas las áreas del cuerpo. En la prueba de poste lateral más severa, la protección del pecho fue calificada como marginal, basados en las lecturas del maniquí en la deformación de las costillas. Las pruebas en los asientos delanteros y en las cabeceras demostraron buena protección del cuello contra lesiones por latigazo en el caso de una colisión por la parte trasera. La evaluación geométrica de los asientos traseros también indicó buena protección contra latigazos. El sistema de frenado autónomo de emergencia (AEB) se desempeñó bien en las pruebas de su funcionalidad a baja velocidad, típica del manejo en ciudad, en el cual se presentan muchas de las lesiones por latigazo."
| Resultados de prueba Euro NCAP | Resultados de prueba Euro NCAP | Resultados de prueba Euro NCAP |
| ------------------------------ | ------------------------------ | ------------------------------ |
| VW Touareg (2018)              |                                |                                |
| Prueba                         | Puntuación                     | %                              |
| General:                       | 5/5 estrellas                  | 5/5 estrellas                  |
| Ocupante adulto                | 33.9                           | 89%                            |
| Ocupante infantil              | 42.4                           | 86%                            |
| Transeúnte                     | 34.6                           | 72%                            |
| Asistencias de seguridad       | 10.6                           | 81%                            |

## Información adicional
Varias versiones modificadas del Touareg participaron del Rally Dakar entre los años 2004 y 2009. El Touareg alcanzó el segundo y el tercer lugar en las ediciones 2006 y 2005 respectivamente. En la edición de 2009, finalmente se alzó con la victoria a través del piloto sudafricano Giniel de Villiers y el copiloto alemán Dirk von Zitzewitz, convirtiéndose en el primer vehículo diésel en lograr la victoria absoluta en esa carrera. Los Touareg oficiales ocuparon los tres lugares del podio en 2010.